# Pipistrellus hesperidus
Pipistrellus hesperidus é uma espécie de morcego da família Vespertilionidae. Pode ser encontrada na África subsaariana.